# Storvik-Lemstanäs flygfält
Storvik - Lemstanäs flygfält är beläget 3 km öster om Storvik. Flygfältet används av privatflygplan och för Ultralätt motorflyg. Även så förekommer det livlig modell flygverksamhet. 
Fältet ägs av Västra Gästrike flygklubb och det finns möjlighet till att bland annat ta motor- och ultralätt flygcertifikat.